# Cyrta striolatus
Cyrta striolatus är en insektsart som beskrevs av Zhang och Wei 2002. Cyrta striolatus ingår i släktet Cyrta och familjen dvärgstritar. Inga underarter finns listade i Catalogue of Life.